# 髮麵
髮麵（義大利語發音：[kapelˈliːni]），是一种极细的意式麵食，直径在0.85和0.92毫米之间。名称中的capelli意为“头发”，-ini后缀意为“小的”。其外观和義大利直麵类似。
天使髮麵，即Capelli d'angelo（[kaˈpelli ˈdandʒelo]），意为“天使的头发”，是更细的一种Capellini，直径在0.78和0.88毫米之间。煮制时间为三分钟，是煮制速度最快的意大利面之一。天使面通常用作肉汤的成分或者搭配非常清淡的酱汁食用。
如今 Capellini 和 Capelli d'angelo（天使麵）两者经常混用，不做区分。